# Ley Garante de la Unidad del Partido y del Estado
La Ley Garante de la Unidad del Partido y del Estado (RGBl. I p. 1016) fue una ley aprobada por el Gobierno alemán el 1 de diciembre de 1933 y firmada por el Adolf Hitler y el ministro del Interior del Reich Wilhelm Frick para afirmar la unidad legal del Partido Nacionalsocialista (NSDAP) y el Estado del Tercer Reich.

## Contenido esencial
El NSDAP se definió como un "portador del pensamiento del estado alemán" y se transformó en una corporación pública con su propia jurisdicción sobre sus miembros.
El delegado del Führer y el jefe de personal de las SA se convirtieron en miembros de oficio del gobierno del reino.
Las autoridades públicas estaban obligadas a prestar asistencia oficial y legal a la parte y a las SA.

## Antecedentes
En las últimas elecciones celebradas el 5 de marzo de 1933, según la ley de la República de Weimar, el NSDAP no recibió la mayoría absoluta de los votos (44%). Sin embargo, los nacionalsocialistas lograron, con los votos de todos los demás partidos, excepto del SPD (los diputados comunistas ya habían sido arrestados o no admitidos) obtener en el Reichstag la mayoría necesaria de dos tercios para la adopción de la Ley Habilitante el 24 de marzo, que el ejecutivo también tiene derecho a Legislativo concedió y por lo tanto hizo a Hitler independiente del Reichstag y Presidente del Reich. Por lo tanto, el gobierno podría prohibir la eliminación del parlamento y los partidos (SPD, KPD) o la fuerza para la autodisolución (DNVP, centro y otros). Como resultado, el NSDAP siguió siendo el único partido que quedaba.
Formó un estado de partido único, que también estaba legalmente anclado el 1 de diciembre de 1933 por la "Ley Garante de la Unidad del Partido y el Estado".

## Vigencia
La ley se publicó el 2 de diciembre de 1933 en la Gaceta de Leyes del Reich No.135 y fue derogada el 20 de septiembre de 1945 por la Ley N.º1 del Consejo de Control.